# 沙門氏菌感染症
沙門氏菌感染症（英語：Salmonellosis），又稱沙門氏桿菌病，由沙門氏菌屬細菌感染所造成的疾病通稱。在感染沙門氏菌之後的12至72小時內，患者通常會出現腹瀉，發燒，嘔吐與腹痛的症狀。這個疾病一般會持續四到七天，即使沒有接受治療，絕大多數的患者都可以自行痊癒。在某些狀況下，患者可能因為嚴重腹瀉而導致脫水，必須送到醫院治療。
在出現脫水狀況時，可能會採用靜脈注射；藥品治療也可以緩解其中某些症狀，像是退燒。若是沙門氏菌感染由胃腸道散布進入血液中，可能造成嚴重的症狀，稱為傷寒，必須使用抗生素治療。
老人，嬰兒，或是其他身體免疫系統功能不佳的人，可能會發展出嚴重的併發症。在少數的病例中，在發生沙門氏菌感染症後，病患會發生反應性關節炎，這種症狀可能會持續很久的時間。

## 外部連結
- 沙門氏桿菌 (Salmonella) （繁體中文）
- 沙門氏菌類 （页面存档备份，存于） （繁體中文）
- CDC website, Division of Bacterial and Mycotic Diseases, Disease Listing: Salmonellosis
- CFIA Website: Salmonellae （页面存档备份，存于）
- Protective salmonella antibodies found in Malawi children, Sub-Saharan Africa gateway, Science and Development Network,  （页面存档备份，存于）